# Менструация
Менструацията (на латински: Menstruatio s. menses – мензис) е външният израз на менструалния цикъл у жената. Под менструация се разбира настъпващото след смъртта на яйцеклетката изхвърляне на подготвения предварително за леговище на очакваната оплодена яйцеклетка, но неизползван за тази цел функционален слой на ендометриума, протичащо с кръвотечение. Следователно кръвотечения от матката, при които липсват тези физиологични и анатомични предпоставки, не са истински менструационни кръвотечения. Менструацията се повтаря от пубертета до менопаузата периодично, средно през 28 дни. Най-късият нормален интервал е 21 дни, а най-дългият – 35 дни. Вън от тези предели менструацията се счита за ненормална по отношение на честота на появата ѝ. Различната дължина на менструалния интервал при отделните жени се обяснява с наследствените и индивидуалните особености на жената.
Първата менструация в живота на жената се нарича менархе. Менструацията е точен показател за анатомичното и функционалното състояние преди всичко на половия апарат на жената, а заедно с това тя отразява и състоянието на целия организъм.

## Ритъм
Менструалният цикъл е ритмичен или правилен, когато менструациите в жената се редуват през еднакви интервали. При част от жените точната периодичност на менструацията се запазва дори при съществени промени в живота им. При други, менструациите настъпват през различни интервали, като отделните интервали могат да бъдат нормални или патологични. В тези случаи менструацията се означава като аритмична или неправилна. Колебанията в интервала от 2 – 3 дни са твърде често явление. Тази лека аритмичност на менструацията при нормални сами по себе си интервали не говори за патологично състояние на половия апарат. Промени в ритъма настъпват лесно при нервно-вегетативни и нервно-психични дразнения и особено при промени в околната среда. По време на пубертета, на климактериума, както и след раждания и аборти аритмичността на менструацията е често явление.

## Времетраене
Менструационното кръвотечение продължава определено време и спира спонтанно. Средната продължителност на кръвотечението е 5 дни, като то е най-силно на втория и третия ден. Границите на нормата са между 3 и 5, максимално 7 дни. Обикновено продължителността на кръвотечението у една и съща жена е доста постоянна, като много по-рядко може да показва колебания. Ако разликата стане голяма, това е признак за известно патологично отклонение. Механизмът на спирането на кръвотечението при менструация е същият както при раждането: отворените кръвоносни съдове се притискат от мускулните влакна под действието на маточните контракции.

## Количество
Количеството на менструационната кръвозагуба се намира в зависимост от продължителността и силата на менструалното кръвотечение. При нормална менструация жената губи средно около 50 – 100 ml смес, която много прилича на кръв (но не е кръв). Кръвозагубата обаче изглежда по-голяма, тъй като към менструалната кръв са примесени и секрети от матката и влагалището, които придават на кръвта кафеникав и слузест вид.

## Свойства на менструалната кръв
Менструалната кръв има характерен червено-кафеникав цвят, течна е, и се съсирва трудно. Това се дължи на образуващи се в преградната маточна лигавица вещества, които спират, разрушават или неутрализират ферментите на съсирането. Наличността на съсиреци е признак, че кръвотечението е по-силно от нормата.
Менструационната кръв, поради това, че е примесена с цервикална слуз, има слузест вид и е лепкава на пипане. Тя има своеобразен мирис, дължащ се на примесите от секрета на мастните жлези на вулвата. Вследствие на явления от разпадане, които могат да настъпят под действието на бактерии от влагалището и външните полови органи, особено при недостатъчна хигиена, менструационната кръв може да добие остър и неприятен, дори зловонен мирис.

## Отражение върху общото състояние
Менструацията е процес, който протича почти редовно със смущение от общо или локално естество. Само около 16 – 18 % от жените нямат никакви оплаквания. Известни промени, наречени предменструален синдром, предшестват кръвотечението. Някои смущения се явяват в средата на интервала. Смущенията биват субективни и обективни. По-характерни субективни усещания са:
- болка в кръста и ниско в корема
- главоболие
- умора и отпадналост
- повишена възбудимост
- коремно-чревни спазми
- напрежение в млечните жлези
- подпухналост

Понякога се наблюдават и редица смущения, като например в храносмилателната система: намаляване на апетита, отвращение от някои храни, гадене, повръщане, диария или запек. Може да се установи ускоряване на пулса, сърцебиене и пр. Често се срещат признаци на вазомоторна нестабилност, изразяваща се в чувство на топлина, обилно изпотяване и пр. През това време носът и фаринксът набъбват. Гласът губи своята сила и яснота. По кожата могат да се появяват пъпки или херпеси. Обикновено се изпитва чувство на повишаване на телесното тегло и напрежение, на тежест в корема, което се дължи на усилено кръвонапълване в малкия таз, което често предизвиква дразнене, сърбеж, а понякога и полова възбуда.

## Нарушения в менструалния цикъл
Някои често срещани нарушения на менструалния цикъл на жената са:
- Дисменорея – болезнен менструален цикъл. Причина за появата на болезнени спазми на матката са конвулсивните контракции на мускулите на матката и абдоминалните мускули около нея, чиято цел е да избутат менструалната течност. Контракциите са предизвикани от тъканта върху матката, която освобождава мастни киселини, наречени простагландини. Този процес се нарича първична дисменорея. Тя се появява обикновено в рамките на 1 – 2 години след първата менструация. Може да продължи до настъпване на менопауза, но много жени споделят, че симптомите постепенно намаляват след средата на 20-ата си годишнина. Ако болката се появява между менструацията или продължава повече от първите няколко дни на цикъла, се нарича вторична дисменорея. Симптомите на дисменореята могат да доведат до немощ при някои жени, като все още не са установени причините за различните симптоми или липсата на такива. В по-тежките случаи се наблюдава болка в тазобедрената част, гадене, диария или запек. Лечението има за цел намаляване на простагландините чрез медикаменти за понижаване на тяхното ниво или контрацептиви. Неопиоидните аналгетици, които имат и противовъзпалително действие, като ибупрофен и напроксен, могат да облекчат симптомите.[2]
- Аменорея – състояние на липса на менструация.
- Менорагия – тежък и обилен менструален цикъл.
- Олигоменорея – менструално кървене, което възниква на повече от 35 дни след последната менструация за по-малко от 10 пъти за година.
- Полименорея – менструално кървене, което настъпва на 21 дни след последната менструация и сумарно може да надвиши 12 пъти на година.
- Зацапване – нередовно прокървяване от влагалището по всяко време на менструалния цикъл, различно от нормалната менструация.

Нарушенията в менструалния цикъл могат да се придружават и от други симптоми като парене при уриниране, трудност за зачеване, болки в кръста, гадене и повръщане, болезнена чревна перисталтика, болезнени сексуални контакти, необичайно вагинално течение и др. Нарушенията в менструалния цикъл могат да се дължат на различни причини като бременност, хормонален дисбаланс, бактериални инфекции, полово-преносими заболявания, злокачествени заболявания (рак на маточната шийка), ендометриоза, затлъстяване, овулация, климактериум, стрес, маточни полипи, анемия, хронично тазово възпаление, извънматочна бременност и др.

## Менструални продукти
Повечето жени използват различни продукти, които да абсорбират или да задържат менструацията. Тези продукти могат да са за многократна или за еднократна употреба.
- Продукти за многократна употреба:
  - тампони за многократна употреба – изработени от памук (често органични), хавлиени, или от мека вълна.
  - превръзки за многократна употреба, направени от различни абсорбиращи платове, които се перат след употреба.
  - менструални чаши за многократна употреба – здрави и гъвкави, с формата на камбана каучукови или силиконови чашки, които се поставят вътре във вагината.
  - морски гъби – естествени гъби, които се носят вътрешно като тампон, за да абсорбират менструалния поток.
  - padded panties – бельо с допълнително зашити абсорбиращи пластове (обикновено от памук).
  - одеяло, хавлия – големи парчета плат се поставят между краката (най-често се използва през нощта).
- Продукти за еднократна употреба:
  - дамска превръзка
  - тампони
  - padettes
  - менструални чаши за еднократна употреба